# Kryterium Asów Polskich Lig Żużlowych im. Mieczysława Połukarda 2004
Kryterium Asów Polskich Lig Żużlowych im. Mieczysława Połukarda 2004 – 24. edycja turnieju żużlowego poświęconego pamięci polskiego żużlowca, Mieczysława Połukarda odbył się 21 marca 2004. Zwyciężył Norweg Rune Holta.

## Wyniki
- 2 kwietnia 2006 (niedziela), Stadion Polonii Bydgoszcz
- NCD: Wiesław Jaguś – 63,72 w wyścigu 5
- Sędzia: Jerzy Mądrzak

| Msc. | Zawodnik                 | Klub            | Pkt  |              |  |
| ---- | ------------------------ | --------------- | ---- | ------------ |  |
| 1    | (4) Rune Holta           | Norwegia        | 14   | (2,3,3,3,3)  |  |
| 2    | (9) Wiesław Jaguś        | Toruń           | 11+3 | (0,3,3,2,3)  |  |
| 3    | (3) Tomasz Bajerski      | Toruń           | 11+2 | (3,3,1,1,3)  |  |
| 4    | (1) Jacek Krzyżaniak     | Bydgoszcz       | 10   | (1,1,2,3,3)  |  |
| 5    | (10) Piotr Protasiewicz  | Toruń           | 9    | (2,1,1,3,2)  |  |
| 6    | (13) Dariusz Fijałkowski | Bydgoszcz       | 8    | (1,2,0,3,2)  |  |
| 7    | (8) Tomasz Chrzanowski   | Gdańsk          | 7    | (3,1,2,1,0)  |  |
| 8    | (16) Robert Sawina       | Grudziądz       | 7    | (0,2,1,2,2)  |  |
| 9    | (7) Sebastian Ułamek     | Częstochowa     | 7    | (2,0,2,2,1)  |  |
| 10   | (15) Tomasz Jędrzejak    | Ostrów Wlkp.    | 7    | (2,1,2,1,1)  |  |
| 11   | (14) Mirosław Kowalik    | Bydgoszcz       | 6    | (3,2,0,1,0)  |  |
| 12   | (11) Andy Smith          | Wielka Brytania | 6    | (1,2,0,2,1)  |  |
| 13   | (5) Michał Robacki       | Bydgoszcz       | 5    | (wu,0,3,0,2) |  |
| 14   | (6) Rafał Kurmański      | Zielona Góra    | 4    | (w,0,3,0,1)  |  |
| 15   | (12) Krzysztof Kasprzak  | Leszno          | 3    | (3,d,wsu,wu) |  |
| 16   | (2) Rafał Dobrucki       | Leszno          | 3    | (0,3,u/ns)   |  |
|      | rez. Grzegorz Czechowski | Bydgoszcz       |      | (1,0)        |  |
|      | rez. Marcin Jędrzejewski | Bydgoszcz       |      | (0,0)        |  |

Bieg po biegu
1. [64,69] Bajerski, Holta, Krzyżaniak, Dobrucki
2. [64,82] Chrzanowski, Ułamek, Kurmański, Robacki
3. [64,29] Kasprzak, Protasiewicz, Smith, Jaguś
4. [65,28] Kowalik, Jędrzejak, Fijałkowski, Sawina
5. [63,72] Jaguś, Fijałkowski, Krzyżaniak, Robacki
6. [65,48] Dobrucki, Kowalik, Protasiewicz, Kurmański
7. [65,71] Bajerski, Smith, Jędrzejak, Ułamek
8. [65,55] Holta, Sawina, Chrzanowski, Kasprzak
9. [67,38] Kurmański, Krzyżaniak, Sawina, Smith
10. [66,25] Robacki, Jędrzejak, Czechowski, Kasprzak Czechowski za Dobruckiego
11. [65,12] Jaguś, Chrzanowski, Bajerski, Kowalik
12. [64,95] Holta, Ułamek, Protasiewicz, Fijałkowski
13. [66,92] Krzyżaniak, Ułamek, Kowalik, Kasprzak
14. [66,35] Fijałkowski, Smith, Chrzanowski, Jędrzejewski Jędrzejewski za Dobruckiego
15. [65,54] Protasiewicz, Sawina, Bajerski, Robacki
16. [65,50] Holta, Jaguś, Jędrzejak, Kurmański
17. [68,01] Krzyżaniak, Protasiewicz, Jędrzejak, Chrzanowski
18. [66,97] Jaguś, Sawina, Ułamek, Czechowski Czechowski za Dobruckiego
19. [66,44] Bajerski, Fijałkowski, Kurmański, Jędrzejewski Jędrzejewski za Kasprzaka
20. [66,30] Holta, Robacki, Smith, Kowalik
21. Wyścig dodatkowy o 2. miejsce: [66,99] Jaguś i Bajerski